# Ніннін (співачка)
Нін Ічжо (китайська спрощена: 宁艺卓; традиційна: 寧奕卓; піньїнь: Ning Yìzhuō; нар. 23 жовтня 2002 , Харбін ), більш відома як Ніннін — китайська співачка. Вокалістка жіночого гурту Aespa, сформованого SM Entertainment у листопаді 2020 року.

## Біографія і кар'єра

### 2002—2017: Початок музичної кар'єри
Ніннін народилася 23 жовтня 2002 року в Харбіні, Китай. Її батько — інженер, а мати — співачка.
З дитинства вона проявляла інтерес до музики та співу. Вона брала участь у кількох співочих шоу в Китаї, таких як China's Got Talent, China's New Sound Generation і Harbin Silver Valley Fuxing Concert, виконуючи пісню Адель «Rolling in the Deep».
Завдяки потужному голосу її прийняли в SM Entertainment. Менеджеру з кастингу в агентстві сподобалися виступи дівчини, і він запросив її на прослуховування, але в інтерв'ю SBS PowerFM Ніннін розповідала, що спочатку подумала, що це шахрай. 19 вересня 2016 року її представили як учасницю SM Rookies, переддебютної команди стажерів SM. У його рамках вона з'явилася в сегменті Rookies Princess: Who's the Best? з шоу My SMT у 2016 році та записала кілька каверів для корейського анімаційного телешоу Shining Star у 2017 році.

### 2020—дотепер: Дебют і сольна діяльність
26 жовтня 2020 року її представили як третю учасницю гурту Aespa. Вона дебютувала 17 листопада з цифровим синглом «Black Mamba».
22 травня 2022 року вона випустила сингл «Once Again» у співпраці зі своєю колегою по гурту Вінтер як частину саундтреку телесеріалу «Our Blues» на TvN.
14 червня 2023 року було оголошено, що Ніннін дебютує як наставниця у китайському шоу Tencent The Next Stage 2023.

## Публічний імідж і вплив
Ніннін часто отримує похвалу за покращену міміку та навички позування, а також за впевненість та елегантність під час публічних виступів. Це було особливо помітно на Каннському кінофестивалі 2023 року, де вона позувала у своїх чорно-червоних сукнях і отримала від своїх шанувальників прізвисько «китайська принцеса Діана» на честь покійної принцеси Уельської Діани.

### Філантропія
Ніннін продемонструвала свою соціальну активність і щедрість, беручи участь у різноманітних філантропічних і благодійних заходах. Як учасниця Aespa, вона долучилася до кампанії ЮНІСЕФ проти булінгу у 2021 році, де поділилася особистим досвідом і висловила підтримку жертвам.